# Puerto Francisco de Orellana
Puerto Francisco de Orellana ou El Coca est une ville d'Équateur et la capitale de la province d'Orellana. Elle est située dans la forêt amazonienne, au point de confluence des rivières Coca et Napo. Elle se trouve à 171 km à l'est de Quito. Sa population s'élevait à 18 298 habitants en 2001.

## Histoire
Le nom officiel de la ville est Puerto Francisco de Orellana, qui vient de l'explorateur Francisco de Orellana, un explorateur espagnol du XVIe siècle. On pense qu'il partit en bateau de l'emplacement actuel de la ville pour se diriger vers l'Amazone afin de rencontrer les Amazones, ou des tribus où les femmes combattaient. Francisco de Orellana atteignit l'Atlantique, puis effectua une seconde expédition, mais trouva la mort dans le delta de l'Amazone, incapable de trouver un passage pour en sortir.
Dans la ville est basée une unité spéciale de l'armée équatorienne, la 19e Brigade de la Jungle « Napo ».

## Tourisme

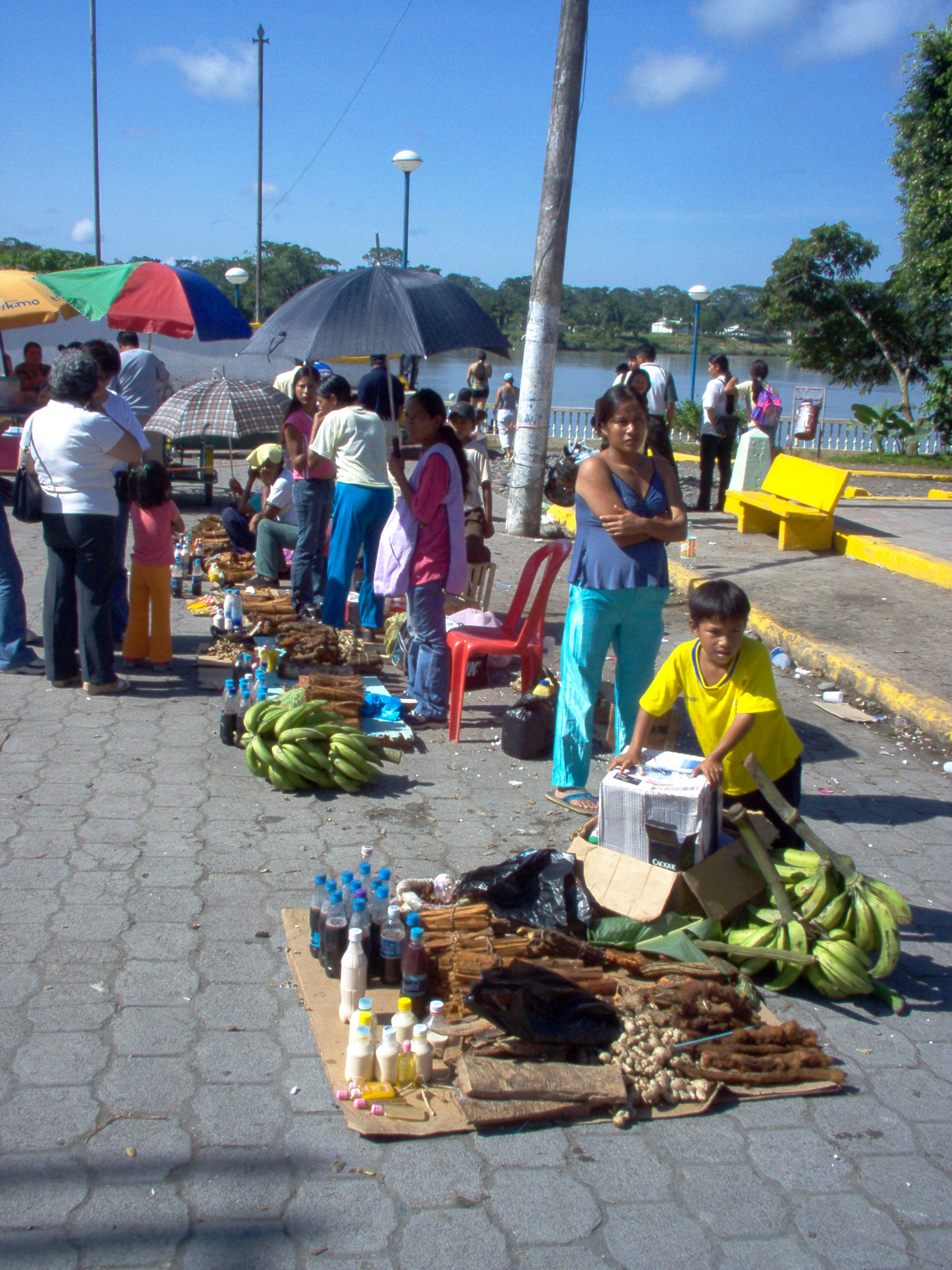
Vente de plantes médicinales sur le marché indigène de Coca

Les rues colorées de Puerto Francisco de Orellana abritent de nombreuses boutiques et des artisans venus d'autres régions du pays, tandis que les populations indigènes maintiennent leur style de vie traditionnel dans la forêt.
Depuis ce port fluvial, les bateaux se rendent à Iquitos au Pérou, à Puerto Leticia en Colombie, ou à Tabatinga, Manaus et Belón au Brésil, en naviguant sur le Napo à travers la jungle amazonienne et ses bruits d'animaux.
Puerto Francisco de Orellana possède un aéroport (code AITA : OCC).

## Personnalités liées à la commune
- Jhoanner Chávez (2002-), footballeur équatorien né à Puerto Francisco de Orellana.